# Boris Dittrich

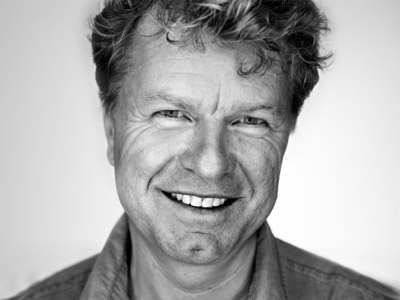
Boris Dittrich

Boris Ottokar Dittrich (* 21. Juli 1955 in Utrecht) ist ein niederländischer Politiker (Democraten 66), Jurist, Menschenrechtler und LGBT-Aktivist.

## Leben
Dittrich wurde 1955 in Utrecht geboren. Sein Vater kam aus der Tschechoslowakei in die Niederlande, um 1948 politisches Asyl zu erhalten. Nach seiner Schulzeit studierte Dittrich Rechtswissenschaften und schloss sein Studium erfolgreich als Jurist ab. Danach war er als Rechtsanwalt tätig und erhielt eine Anstellung als Richter.

### Politische Karriere
Neben seiner beruflichen Tätigkeit war Dittrich politisch engagiert und trat in die niederländische links-liberale Partei Democraten 66 ein. 1994 wurde er Abgeordneter in der Zweiten Kammer der Generalstaaten und wurde in den folgenden Wahlen jeweils wiedergewählt. 2003 wurde Dittrich Fraktionsvorsitzender von Democraten 66 und löste Thom de Graaf nach den Parlamentswahlen von 2003 ab. Unter seiner Fraktionsführung beteiligte sich die Partei an der niederländischen Regierung im Kabinett Balkenende II gemeinsam mit der christlich-demokratischen Partei Christen-Democratisch Appèl und der liberalen Volkspartij voor Vrijheid en Democratie. Dittrich entschied sich, nicht Minister im Kabinett von Balkenende zu werden, und blieb Fraktionsvorsitzender. Nach drei Jahren Regierungsbeteiligung schied 2006 unter der Führung von Dittrich die Partei Democraten 66 aus der Regierung aus. Hintergrund war ein Streit mit der Ministerin Rita Verdonk über die Staatsbürgerschaft von Ayaan Hirsi Ali. Der Austritt der Democraten 66 führte 2006 zum Sturz der Regierung von Balkenende. Dittrich verblieb bis zu den Neuwahlen im November 2006 im Parlament. Am 3. Februar 2006 gab er infolge der Mehrheitsunterstützung der Abgeordneten seiner Partei für den Afghanistaneinsatz seinen Fraktionsvorsitz ab. Nachfolger im Fraktionsvorsitz der Democraten 66 wurde Lousewies van der Laan.

### Einsatz für die Menschenrechte
Dittrich war im Parlament politisch stark beteiligt an Themenfeldern wie der gleichgeschlechtlichen Ehe, der Legalisierung von Prostitution, der Entkriminalisierung von weichen Drogen und Sterbehilfe. Dittrich war einer der ersten offen homosexuellen Abgeordneten im Parlament. Er engagiert sich in Menschenrechtsthemen und repräsentierte die Niederlande bei mehreren Gelegenheiten auf Ebene der Vereinten Nationen. Er war bis Oktober 2007 Vizepräsident der Vereinigung Liberale Internationale. 2007 wurde er zum Leiter der Interessenvertretung des Lesbian Gay Bisexual & Transsexual Rights Program der Organisation Human Rights Watch in New York gewählt. Im Mai 2007 nahm Dittrich am Moscow Gay Pride teil, bei dem es zu gewalttätigen Ausschreitungen kam. Human Rights Watch klagte infolgedessen die mangelhaften Freiheitsrechte in Russland an. Der Vorfall führte 2007 zu parlamentarischen Debatten im niederländischen Parlament und Europaparlament.

## Bücher
Dittrich hat fünf Bücher geschrieben, die bislang noch nicht auf Deutsch erschienen sind:
- Een blauwe stoel in Paars (Ein blauer Stuhl in Violett), Geschichten über seine Arbeit als Mitglied der Tweede Kamer, Van Gennep Uitgeverij, Amsterdam, 2001
- Elke Liefde Telt (Jede Liebe zählt), über seine weltweite Arbeit für Human Rights Watch, Nieuw Amsterdam, 2009
- Moord en Brand (Mord und Feuer), ein Thriller über Politik und Journalismus in Den Haag, Nieuw Amsterdam, 2011
- De Waarheid liegen (Die Wahrheit lügen), Ein Roman über einen Mord im Metrobahnhof Grand Central in New York City, De Arbeiderspers, 2013
- W.O.L.F., Ein Thriller über Extremismus in Berlin, Uitgeverij Cargo, 2016

## Auszeichnungen
- Königin Beatrix verlieh Dittrich für seine politische Arbeit die Ritterschaft des Orden von Oranien-Nassau.